# Steinbrücke 15 (Quedlinburg)
Das Haus Steinbrücke 15 war ein denkmalgeschütztes Gebäude in der Stadt Quedlinburg in Sachsen-Anhalt. 
Das dreigeschossige Fachwerkhaus befand sich im südlichen Teil der historischen Quedlinburger Altstadt. Bekannt war der mit einem hohen steilen Dach versehene Bau als Geburtshaus des 1779 geborenen Geographen Carl Ritter. 1956 wurde das Haus, wie auch die nördlich angrenzenden Gebäude Steinbrücke 16 und 17, für den Neubau der heutigen Carl-Ritter-Straße abgerissen. Die Carl-Ritter-Straße verbindet seitdem die Straße Steinbrücke mit dem südwestlich gelegenen Bereich des Wordgartens und sollte die Innenstadt von Verkehr entlasten.